# Принципы, применимые к сношениям между судами по трансграничным судебным делам
Принципы, применимые к сношениям между судами по трансграничным судебным делам (англ. Guidelines Applicable to Court-to-Court Communications in Cross-Border Cases) — нормативный документ, разработанный Американским институтом права в рамках Проекта по транснациональной несостоятельности с участием государств-членов Североамериканской зоны свободной торговли (НАФТА) — Мексики, США и Канады и одобренный Американским институтом права (в 2000 г.) и Международным институтом по вопросам несостоятельности (в июне 2001 г.).
В «Принципах…» сформулированы разумные и понятные нормы сношений между судами разных стран, рассматривающих дела о банкротстве и несостоятельности с частично пересекающимися исковыми требованиями. Они призваны способствовать взаимодействию, необходимому для обеспечения сохранности имущества кредиторов — фигурантов в международных судебных делах.
Документ состоит из введения и 17 принципов.
Изначально составленные на английском языке, «Принципы…» были переведены на испанский, итальянский, китайский, корейский, немецкий, португальский, русский, французский, шведский, японский и другие языки. Тексты документа на разных языках доступны на веб-сайте Международного института по вопросам несостоятельности .